# Pio XII (Maranhão)
Pio XII es un municipio en el estado de Maranhão, en la región del Nordeste de Brasil. Su población era 22.016 habitantes en 2010, en un área de 817.346 km².
Recibe su nombre por el Papa Pío XII.
El municipio contiene una parte pequeña del Área de Protección Ambiental de la Baixada Maranhense, unas 1.775.035,6 hectáreas (4.386.208 acres) de unidad de conservación de uso sostenible creada en 1991; ha sido un Sitio Ramsar desde el año 2000.
La ciudad obtuvo notoriedad internacional cuándo un árbitro, en un partido de fútbol amateur, fue decapitado y descuartizado después de que él apuñalara a un jugador, matándolo.